# Obwód (administracja)
Obwód – jednostka administracyjna podziału terytorialnego. Podział administracyjny na obwody obowiązuje w:
- Albanii (alb. qark lub qarku, l.mn. qarqe)
- Białorusi (biał. вобласць wobłasć, l.mn. вобласці wobłasci)
- Bułgarii (bułg. област obłast, l.mn. области obłasti)
- Kazachstanie (kaz. облыс obłys)
- Kirgistanie (kirg. облус obłus, l.mn. облустар obłustar)
- Rosji (ros. область obłast', l.mn. области obłasti)[1]
- Ukrainie (ukr. область obłast', l.mn. області obłasti)